# Mero.jpミュージックChannel
『mero.jpミュージックChannel』（メロドットジェイピー-チャンネル）は、2010年4月から11月までTOKYO MXで放送されていた音楽情報番組。制作はBlauで、提供は同社が運営する携帯電話用着うたサイト「mero.jp」であった。

## 概要
当番組の放送開始直後はJ-HIPHOPのアーティストを中心に紹介していた。その後、ロックやアイドル系アーティストをゲストに呼ぶようになっていた。
放送に先駆け、2010年2月に公開収録ライブを六本木morph-tokyoで行った。
2010年10月より、放送時間が30分から15分に短縮されたが、11月に番組自体が終了した。

## コーナー
- ランキング - mero.jp調べによる着うたチャートを紹介。
- 夏目ひみかのLive Report - 東京近郊のクラブやライブハウスでの模様をレポートする。

## 放送時間
| 地域   | 放送局   | 放送曜日/放送時間 | 放送区分  |
| ------ | -------- | ----------------- | --------- |
| 東京都 | TOKYO MX | 木曜 27:30〜27:45 | 独立UHF局 |

## 出演者
- 美羽
- 夏目ひみか - 「夏目ひみかのLive Report」を担当